# Abeer Nehme
 (juillet 2023).
Si vous disposez d'ouvrages ou d'articles de référence ou si vous connaissez des sites web de qualité traitant du thème abordé ici, merci de compléter l'article en donnant les références utiles à sa vérifiabilité et en les liant à la section « Notes et références ».
Abeer Nehme (en arabe : عبير نعمة), en araméen syriaque : ܐܒܝܪ ܢܥܡܝ), née le 19 mai 1980 à Tannourine (Liban), est une chanteuse et musicologue libanaise. Elle chante de la musique araméenne, de la musique traditionnelle tarab, de la musique traditionnelle libanaise, de la musique des Frères Rahbani et de la musique religieuse des traditions syriaque-maronite, syriaque-orthodoxe et byzantine.  

## Biographie
Abeer Nehme naît le 19 mai 1980. Elle a été surnommée « la spécialiste de tous les styles » en raison de son talent à interpréter des dialogues entre différents styles de musique, tels que : styles traditionnels à modalité orientale, styles libanais, style ethnique religieux syriaque-araméen, style religieux byzantin grec et opéra et styles occidentaux modernes. 
Abeer joue notamment du qanun (un instrument traditionnel oriental). Elle a obtenu un baccalauréat avec la meilleure note en chant oriental de l'Université USEK (Université Saint-Esprit de Kaslik). Elle était une élève de Aida Chalhoub, directrice du programme de musique orientale à l'USEK. Son talent renommé a rapidement été reconnu par le public libanais, arabe, grec et syriaque. 
En tant que professionnelle de la musique ancienne ethnique, Abeer a interprété, entre autres, un album complet de chants syriaques orthodoxes traditionnels (un dialecte araméen) avec l'Orchestre philharmonique national syrien sous le patronage du patriarche syriaque d'Antioche, Sa Sainteté Moran Mor Ignatios Zakka Iwas II . 
En tant que chanteuse moderne orientale, elle a joué le rôle principal dans diverses pièces musicales. Abeer a participé en tant qu'invitée d'honneur parmi les grandes vedettes de festivals internationaux à travers le monde et s'est produite en tant que soliste dans plusieurs concerts accompagnés par divers orchestres philharmoniques internationaux. Une des compositions, "Abirou Salati" (arôme de ma prière), est un voyage à travers différents styles de musique; des anciennes traditions musicales des Pères de l’église, des traditions de prière et du spiritualisme profond, à la modernité du peuple de Dieu au XXIe siècle, une modernité de la grandiosité et de la majesté. 
En 2009, elle rejoint Jean-Marie Riachi pour l'album Belaaks. La chanson "Belaaks" (à l'opposé) est un duo avec Ramy Ayach et est un arrangement de jazz oriental composé de " Quizás, quizás, quizás " en dialecte libanais . 

## Prix et titres
- 2000 Prix de la diva libanaise Wadih Safi, Liban
- Prix d'honneur 2007 de l'Apostiliki Diakonia, Grèce
- 2010 le prix Murex D'Or.

## Théâtre
En 2006, Nehme est apparue avec Fairuz dans une pièce de théâtre pour les frères Rahbani au Festival international de Baalbeck. En 2007, Nehme a interprété le rôle principal féminin en Andalousie, Joyau du monde, une pièce d' Elias Rahbani produite par la famille royale du Qatar et Sheikha Mozah Bint Nasser Al Missned . 
Elle joue maintenant le rôle principal dans la pièce de théâtre d'Elias Rahbani, Ila . 

## Films
Nehme a enregistré toutes les chansons de la bande son du film Al-Bosta produite par Dark Side Company et dirigée par Philippe Araktanji. 

## Parutions
- 2010 : Seul le désert sait
- 2009 : L'Arôme de ma prière (Nehme a sorti un CD intitulé Aroma of My Prayer qui représente un panorama de la musique religieuse des orthodoxes syriaques aux syriaques-maronites, aux traditions byzantines et arméniennes jusqu'aux chants religieux contemporains de grands compositeurs)
- 2009 : Bel Aks (Nehme est la chanteuse principale de l'album Bil Aks de Jean Marie Riachi, sorti en 2009)